# Friedrich Karrenberg
Friedrich Karrenberg (* 16. April 1904 in Velbert; † 28. November 1966 in Berlin) war ein deutscher evangelisch-reformierter Sozialethiker, Hochschullehrer und Leitungsmitglied der Evangelischen Kirche im Rheinland.

## Leben
Karrenberg entstammte einer Unternehmerfamilie. Sein Vater Hugo war der Inhaber einer Fassondreherei und Nietenfabrik in Velbert. Frühzeitig engagierte er sich in der Jugendbewegung, insbesondere das Interesse an sozialethischen Fragen wurde dabei geweckt. Nach einer Ausbildung in der Fabrik des Vaters studierte er von 1925 bis 1931 Soziologie an der Universität Frankfurt/Main und wurde dort zum Doktor der Politischen Wissenschaften promoviert. Danach kehrte er nach Velbert zurück und leitete den väterlichen Betrieb bis zu seinem Tode.
Seine akademische Laufbahn begann relativ spät. Bekannt wurde er durch die Herausgabe des Evangelischen Soziallexikons, wofür ihm die Theologische Fakultät der Bonner Universität 1955 den Ehrendoktor verlieh. 1961 wurde ihm eine Honorarprofessur angetragen, die einen Lehrauftrag für Sozialethik an der Kölner Universität umfasste.
Karrenberg wurde Mitglied der Landessynode und der Leitung der Evangelischen Kirche im Rheinland. Seit 1946 war er der Vorsitzende des Sozialethischen Ausschusses seiner Kirche. So trug er am 23. Oktober 1946 nach intensiven Diskussionen das Wort zum Dienst der Kirche am Volk vor. Mit dem Abschnitt „Das Wächteramt der Kirche“ machte er deutlich, dass nicht allein „helfende Liebe“ gegenüber von Not betroffenen Menschen gefragt, sondern auch ein „Wächteramt“ angesichts „der Not und Verwirrung des ganzen Volkslebens“ gefordert werden müsse. Von 1950 bis 1961 war er als Vorsitzender der Arbeitsgruppe Gesellschaft und Wirtschaft des Deutschen Evangelischen Kirchentages (DEK) tätig. Zudem war er Vorsitzender der Kammer für soziale Ordnung der Evangelischen Kirche in Deutschland (EKD) und erster Leiter des 1966 gegründeten Sozialwissenschaftlichen Instituts der EKD.
Im Jahre 1949 wurde Karrenberg Mitglied des ersten Herausgeberkreises der Stimme der Gemeinde, einer Halbmonatszeitschrift des Bruderrates der Bekennenden Kirche (BK). Zudem war er Mitherausgeber der Zeitschrift für Evangelische Ethik.

## Ehrungen
- In Velbert gibt es das Friedrich-Karrenberg-Haus (Verwaltungsamt der Evangelischen Kirchengemeinden und des Kirchenkreises Niederberg) sowie einen Friedrich-Karrenberg-Platz.
- Am 17. November 2004 hielt Bischof Wolfgang Huber im Düsseldorfer Landeskirchenamt einen Festvortrag anlässlich des 100. Geburtstages von Karrenberg und des 50-jährigen Jubiläums der 1. Auflage des Evangelischen Soziallexikons.[1]

## Veröffentlichungen
- Christentum, Kapitalismus und Sozialismus. Darstellung und Kritik der Soziallehre des Protestantismus und Katholizismus in Deutschland seit der Mitte des 19. Jahrhunderts. Dissertationsschrift. Junker&Dünnhaupt, Berlin 1932.
- Gestalt und Kritik des Westens, Beiträge zur christlichen Sozialethik heute. Kreuz-Verlag, Stuttgart 1959.
- mit Joachim Beckmann: Verantwortung für den Menschen: Beiträge zur gesellschaftlichen Problematik der Gegenwart. Kreuz Verlag, Stuttgart 1957.
- mit Wolfgang Schweitzer: Spannungsfelder der evangelischen Soziallehre: Aufgaben und Fragen vom Dienst der Kirche an der heutigen Gesellschaft. Furche-Verlag, Hamburg 1960.
- mit Klaus von Bismarck: Kontinente wachsen zusammen. Gesellschaftliche Auswirkungen der Industrialisierung in Europa, Asien und Afrika. Kreuz-Verlag, Stuttgart 1961.
- Versuchung und Verantwortung in der Wirtschaft. Jugenddienst-Verlag, Wuppertal 1967.
- mit Wilfried Gottschalch und Franz Josef Stegmann: Geschichte der sozialen Ideen in Deutschland. Hrsg. von Helga Grebing. Olzog, München 1969.

Als HerausgeberEvangelisches Soziallexikon, 1954 ff.